# Grand Prix Criquielion 2024
La 29e édition de Grand Prix Criquielion a lieu le samedi 2 mars 2024. Elle fait partie du calendrier UCI Europe Tour 2024 en catégorie 1.1.

## Parcours
La course se déroule entre Ath et Lessines en Belgique sur une distance de 200 kilomètres. Elle se compose d'un premier tronçon suivi par cinq tours de 23,4 Km puis deux derniers tours de 31,8 Km.

## Équipes
Vingt-cinq équipes participent au Grand Prix Criquielion 2024 : cinq UCI WorldTeams, douze UCI ProTeams et huit équipes continentales.
| WorldTeams (5)- Alpecin-Deceuninck - Arkéa-B&B Hotels - Cofidis - Intermarché-Wanty - Team dsm-firmenich PostNL ProTeams (12)- Bingoal WB - Caja Rural-Seguros RGA - Equipo Kern Pharma - Euskaltel-Euskadi - Lotto Dstny - Q36.5 Pro Cycling Team - TDT-Unibet - Team Flanders-Baloise - Team Novo Nordisk - TotalEnergies - Tudor Pro Cycling Team - Uno-X Mobility Équipes continentales (8)- Hagens Berman Jayco - Israel Premier Tech Academy - Myvelo Pro Cycling Team - Philippe Wagner-Bazin - Saint Piran - Tarteletto-Isorex - ColoQuick - Team Visma \| Lease a Bike Development |
| |

## Classement final
| \| Classement général \| Classement général \| Classement général \| Classement général \| Classement général \| \| Coureur \| Coureur \| Pays \| Équipe \| Temps \| \| ------------------ \| ------------------ \| ------------------ \| ------------------------- \| ------------------ \| \| 1er \| Alec Segaert \| Belgique \| Lotto Dstny \| 4 h 40 min 27 s \| \| 2e \| Pavel Bittner \| Tchéquie \| Team dsm-firmenich PostNL \| + 0 s \| \| 3e \| Jenthe Biermans \| Belgique \| Arkéa-B&B Hotels \| + 0 s \| \| 4e \| Pierre Barbier \| France \| Philippe Wagner-Bazin \| + 0 s \| \| 5e \| Milan Menten \| Belgique \| Lotto Dstny \| + 0 s \| \| 6e \| Arne Marit \| Belgique \| Intermarché-Wanty \| + 0 s \| \| 7e \| Luca Mozzato \| Italie \| Arkéa-B&B Hotels \| + 0 s \| \| 8e \| Jensen Plowright \| Australie \| Alpecin-Deceuninck \| + 0 s \| \| 9e \| James Fouché \| Nouvelle-Zélande \| Euskaltel-Euskadi \| + 0 s \| \| 10e \| Pau Miquel \| Espagne \| Equipo Kern Pharma \| + 0 s \| |                  |                  |                           |                 |
| |                  |                  |                           |                 |
| Source : ProCyclingStats |                  |                  |                           |                 |
| Classement général |                  |                  |                           |                 |
| Coureur | Coureur          | Pays             | Équipe                    | Temps           |
| 1er | Alec Segaert     | Belgique         | Lotto Dstny               | 4 h 40 min 27 s |
| 2e | Pavel Bittner    | Tchéquie         | Team dsm-firmenich PostNL | + 0 s           |
| 3e | Jenthe Biermans  | Belgique         | Arkéa-B&B Hotels          | + 0 s           |
| 4e | Pierre Barbier   | France           | Philippe Wagner-Bazin     | + 0 s           |
| 5e | Milan Menten     | Belgique         | Lotto Dstny               | + 0 s           |
| 6e | Arne Marit       | Belgique         | Intermarché-Wanty         | + 0 s           |
| 7e | Luca Mozzato     | Italie           | Arkéa-B&B Hotels          | + 0 s           |
| 8e | Jensen Plowright | Australie        | Alpecin-Deceuninck        | + 0 s           |
| 9e | James Fouché     | Nouvelle-Zélande | Euskaltel-Euskadi         | + 0 s           |
| 10e | Pau Miquel       | Espagne          | Equipo Kern Pharma        | + 0 s           |

## Liste des participants
| Team dsm-firmenich PostNL DFP | Team dsm-firmenich PostNL DFP | Team dsm-firmenich PostNL DFP |
| ----------------------------- | ----------------------------- | ----------------------------- |
| Num                           | Coureur                       | Pos                           |
| 1                             | Pavel Bittner (CZE)           | 2e                            |
| 2                             | Patrick Eddy (AUS)            | AB                            |
| 3                             | Alexander Edmondson (AUS)     | 55e                           |
| 4                             | Enzo Leijnse (NED)            | 137e                          |
| 5                             | Emīls Liepiņš (LAT) (route)   | 95e                           |
| 6                             | Niklas Märkl (GER)            | 12e                           |
| 7                             | Tim Naberman (NED)            | 127e                          |

| Alpecin-Deceuninck ADC | Alpecin-Deceuninck ADC | Alpecin-Deceuninck ADC |
| ---------------------- | ---------------------- | ---------------------- |
| Num                    | Coureur                | Pos                    |
| 11                     | Lars Boven (NED)       | AB                     |
| 12                     | Timo Kielich (BEL)     | 20e                    |
| 13                     | Jensen Plowright (AUS) | 8e                     |
| 14                     | Henri Uhlig (GER)      | 36e                    |
| 15                     | Siebe Roesems (BEL)    | 76e                    |
| 16                     | Stan Van Tricht (BEL)  | 33e                    |

| Intermarché-Wanty IWA | Intermarché-Wanty IWA     | Intermarché-Wanty IWA |
| --------------------- | ------------------------- | --------------------- |
| Num                   | Coureur                   | Pos                   |
| 21                    | Huub Artz (NED)           | 100e                  |
| 22                    | Vito Braet (BEL)          | 44e                   |
| 23                    | Arne Marit (BEL)          | 6e                    |
| 24                    | Baptiste Planckaert (BEL) | 79e                   |
| 25                    | Tim Rex (BEL)             | 25e                   |
| 26                    | Gijs Van Hoecke (BEL)     | 73e                   |
| 27                    | Boy van Poppel (NED)      | 72e                   |

| Cofidis COF | Cofidis COF            | Cofidis COF |
| ----------- | ---------------------- | ----------- |
| Num         | Coureur                | Pos         |
| 31          | Milan Fretin (BEL)     | 30e         |
| 32          | Piet Allegaert (BEL)   | 46e         |
| 33          | Oliver Knight (GBR)    | 87e         |
| 34          | Nolann Mahoudo (FRA)   | 82e         |
| 35          | Christophe Noppe (BEL) | 50e         |
| 36          | Hugo Toumire (FRA)     | 89e         |

| Arkéa-B&B Hotels ARK | Arkéa-B&B Hotels ARK  | Arkéa-B&B Hotels ARK |
| -------------------- | --------------------- | -------------------- |
| Num                  | Coureur               | Pos                  |
| 41                   | Jenthe Biermans (BEL) | 3e                   |
| 42                   | Florian Dauphin (FRA) | 32e                  |
| 43                   | David Dekker (NED)    | 39e                  |

| Arkéa-B&B Hôtels Continentale ___ | Arkéa-B&B Hôtels Continentale ___ | Arkéa-B&B Hôtels Continentale ___ |
| --------------------------------- | --------------------------------- | --------------------------------- |
| Num                               | Coureur                           | Pos                               |
| 44                                | Pierre Thierry (FRA)              | 74e                               |

| Arkéa-B&B Hotels ARK | Arkéa-B&B Hotels ARK  | Arkéa-B&B Hotels ARK |
| -------------------- | --------------------- | -------------------- |
| Num                  | Coureur               | Pos                  |
| 45                   | Mathis Le Berre (FRA) | 47e                  |
| 46                   | Luca Mozzato (ITA)    | 7e                   |
| 47                   | Alan Riou (FRA)       | 80e                  |

| Uno-X Mobility UXM | Uno-X Mobility UXM         | Uno-X Mobility UXM |
| ------------------ | -------------------------- | ------------------ |
| Num                | Coureur                    | Pos                |
| 51                 | Carl-Frederik Bévort (DEN) | 125e               |
| 52                 | Erlend Blikra (NOR)        | 133e               |
| 53                 | William Blume Levy (DEN)   | 42e                |
| 54                 | Rasmus Bøgh Wallin (DEN)   | 61e                |
| 55                 | Tord Gudmestad (NOR)       | 17e                |
| 56                 | Marcus Sander Hansen (DEN) | 126e               |
| 57                 | Niklas Larsen (DEN)        | 135e               |

| Lotto Dstny LTD | Lotto Dstny LTD             | Lotto Dstny LTD |
| --------------- | --------------------------- | --------------- |
| Num             | Coureur                     | Pos             |
| 61              | Milan Menten (BEL)          | 5e              |
| 62              | Jarrad Drizners (AUS)       | 66e             |
| 63              | Thomas De Gendt (BEL)       | AB              |
| 64              | Jacopo Guarnieri (ITA)      | 28e             |
| 65              | Alec Segaert (BEL)          | 1er             |
| 66              | Lionel Taminiaux (BEL)      | 29e             |
| 67              | Lorenz Van de Wynkele (BEL) | 60e             |

| Tudor Pro Cycling Team TUD | Tudor Pro Cycling Team TUD     | Tudor Pro Cycling Team TUD |
| -------------------------- | ------------------------------ | -------------------------- |
| Num                        | Coureur                        | Pos                        |
| 71                         | Tom Bohli (SUI)                | 93e                        |
| 72                         | Sebastian Kolze Changizi (DEN) | 43e                        |
| 73                         | Aloïs Charrin (FRA)            | 122e                       |
| 74                         | Jacob Eriksson (SWE)           | 41e                        |
| 75                         | Simon Pellaud (SUI)            | 105e                       |
| 76                         | Aivaras Mikutis (LTU)          | 98e                        |
| 77                         | Arnaud Tendon (SUI)            | AB                         |

| TotalEnergies TEN | TotalEnergies TEN       | TotalEnergies TEN |
| ----------------- | ----------------------- | ----------------- |
| Num               | Coureur                 | Pos               |
| 81                | Lucas Boniface (FRA)    | 114e              |
| 82                | Thomas Gachignard (FRA) | AB                |
| 83                | Lorrenzo Manzin (FRA)   | 83e               |
| 84                | Émilien Jeannière (FRA) | AB                |
| 85                | Geoffrey Soupe (FRA)    | 113e              |
| 86                | Jason Tesson (FRA)      | 64e               |
| 87                | Baptiste Vadic (FRA)    | AB                |

| Bingoal WB BWB | Bingoal WB BWB          | Bingoal WB BWB |
| -------------- | ----------------------- | -------------- |
| Num            | Coureur                 | Pos            |
| 91             | Jens Reynders (BEL)     | 15e            |
| 92             | Luca De Meester (BEL)   | 56e            |
| 93             | Luca Van Boven (BEL)    | 38e            |
| 94             | Kenneth Van Rooy (BEL)  | AB             |
| 95             | Jelle Vermoote (BEL)    | 48e            |
| 96             | Nathan Vandepitte (FRA) | 11e            |
| 97             | Loïc Vliegen (BEL)      | 115e           |

| Team Flanders-Baloise TFB | Team Flanders-Baloise TFB | Team Flanders-Baloise TFB |
| ------------------------- | ------------------------- | ------------------------- |
| Num                       | Coureur                   | Pos                       |
| 101                       | Elias Maris (BEL)         | 18e                       |
| 102                       | Alex Colman (BEL)         | AB                        |
| 103                       | Lindsay De Vylder (BEL)   | 99e                       |
| 104                       | Jules Hesters (BEL)       | 75e                       |
| 105                       | Ward Vanhoof (BEL)        | 37e                       |
| 106                       | Noah Vandenbranden (BEL)  | NP                        |
| 107                       | Dylan Vandenstorme (BEL)  | 69e                       |

| Euskaltel-Euskadi EUS | Euskaltel-Euskadi EUS          | Euskaltel-Euskadi EUS |
| --------------------- | ------------------------------ | --------------------- |
| Num                   | Coureur                        | Pos                   |
| 111                   | Jon Aberasturi (ESP)           | AB                    |
| 112                   | Iker Bonillo (ESP)             | 128e                  |
| 113                   | Xavier Cañellas (ESP)          | 68e                   |
| 114                   | James Fouché (NZL)             | 9e                    |
| 115                   | Xabier Berasategi (ESP)        | 19e                   |
| 116                   | Andoni López de Abetxuko (ESP) | 67e                   |
| 117                   | Unai Zubeldia (ESP)            | 111e                  |

| Q36.5 Pro Cycling Team Q36 | Q36.5 Pro Cycling Team Q36      | Q36.5 Pro Cycling Team Q36 |
| -------------------------- | ------------------------------- | -------------------------- |
| Num                        | Coureur                         | Pos                        |
| 121                        | Fabio Christen (SUI)            | 27e                        |
| 122                        | Cyrus Monk (AUS)                | 71e                        |
| 123                        | Nickolas Zukowsky (CAN) (route) | 86e                        |
| 124                        | Kamil Małecki (POL)             | 40e                        |
| 125                        | Xabier Mikel Azparren (ESP)     | 118e                       |
| 126                        | Marcel Camprubí (ESP)           | 34e                        |
| 127                        | Rory Townsend (IRL)             | 84e                        |

| Equipo Kern Pharma EKP | Equipo Kern Pharma EKP            | Equipo Kern Pharma EKP |
| ---------------------- | --------------------------------- | ---------------------- |
| Num                    | Coureur                           | Pos                    |
| 131                    | Miguel Ángel Fernández Ruiz (ESP) | 131e                   |
| 132                    | Pau Miquel (ESP)                  | 10e                    |
| 133                    | Francisco Galván (ESP)            | 14e                    |
| 134                    | Álex Jaime (ESP)                  | 65e                    |
| 135                    | Diego Uriarte (ESP)               | AB                     |
| 136                    | Danny van der Tuuk (POL)          | 107e                   |
| 137                    | Iñigo Elosegui (ESP)              | 130e                   |

| Team Novo Nordisk TNN | Team Novo Nordisk TNN         | Team Novo Nordisk TNN |
| --------------------- | ----------------------------- | --------------------- |
| Num                   | Coureur                       | Pos                   |
| 141                   | Sam Brand (GBR)               | 106e                  |
| 142                   | Quinten De Graeve (BEL)       | 110e                  |
| 143                   | Declan Irvine (AUS)           | 88e                   |
| 144                   | Matyáš Kopecký (CZE)          | 23e                   |
| 145                   | Alessandro Perracchione (ITA) | AB                    |
| 146                   | Logan Phippen (USA)           | AB                    |
| 147                   | Filippo Ridolfo (ITA)         | 117e                  |

| Caja Rural-Seguros RGA CJR | Caja Rural-Seguros RGA CJR | Caja Rural-Seguros RGA CJR |
| -------------------------- | -------------------------- | -------------------------- |
| Num                        | Coureur                    | Pos                        |
| 151                        | Daniel Babor (CZE)         | 129e                       |
| 152                        | Tomáš Bárta (CZE)          | 102e                       |
| 153                        | Joseba López (ESP)         | 81e                        |
| 154                        | Eduard Prades (ESP)        | 85e                        |
| 155                        | Michal Schlegel (CZE)      | 70e                        |
| 156                        | Thomas Silva (URU)         | 13e                        |
| 157                        | Gorka Sorarrain (ESP)      | 22e                        |

| TDT-Unibet TDT | TDT-Unibet TDT           | TDT-Unibet TDT |
| -------------- | ------------------------ | -------------- |
| Num            | Coureur                  | Pos            |
| 161            | Adam Ťoupalík (CZE)      | 78e            |
| 162            | Axel Huens (FRA)         | 21e            |
| 163            | Hartthijs de Vries (NED) | 45e            |
| 164            | Davide Bomboi (BEL)      | 97e            |
| 165            | Owen Geleijn (NED)       | 96e            |
| 166            | Sebastian Nielsen (DEN)  | 26e            |
| 167            | Zeb Kyffin (GBR)         | 101e           |

| Team Visma \| Lease a Bike Development VLD | Team Visma \| Lease a Bike Development VLD | Team Visma \| Lease a Bike Development VLD |
| ------------------------------------------ | ------------------------------------------ | ------------------------------------------ |
| Num                                        | Coureur                                    | Pos                                        |
| 171                                        | Loe van Belle (NED)                        | 49e                                        |
| 172                                        | Dario Igor Belletta (ITA)                  | 16e                                        |
| 173                                        | Menno Huising (NED)                        | 35e                                        |
| 174                                        | Jesse Kramer (NED)                         | 31e                                        |
| 175                                        | Sjors Lugthart (NED)                       | 119e                                       |
| 176                                        | Colby Simmons (USA)                        | AB                                         |
| 177                                        | Morten Nørtoft (DEN)                       | AB                                         |

| Israel Premier Tech Academy ICA | Israel Premier Tech Academy ICA | Israel Premier Tech Academy ICA |
| ------------------------------- | ------------------------------- | ------------------------------- |
| Num                             | Coureur                         | Pos                             |
| 181                             | Pier-André Côté (CAN) (route)   | 108e                            |
| 182                             | Itamar Einhorn (ISR)            | 132e                            |
| 183                             | Karl Kurits (EST)               | AB                              |
| 184                             | Viggo Moore (USA)               | 54e                             |
| 185                             | Rotem Tene (ISR)                | AB                              |
| 186                             | Pau Martí (ESP)                 | 24e                             |
| 187                             | Kiaan Watts (NZL)               | 59e                             |

| Hagens Berman Jayco HBJ | Hagens Berman Jayco HBJ  | Hagens Berman Jayco HBJ |
| ----------------------- | ------------------------ | ----------------------- |
| Num                     | Coureur                  | Pos                     |
| 191                     | Kasper Andersen (DEN)    | AB                      |
| 192                     | Evan Boyle (USA)         | 109e                    |
| 193                     | Maxence Place (BEL)      | 112e                    |
| 194                     | Alastair Mackellar (AUS) | AB                      |
| 195                     | Adam Rafferty (IRL)      | AB                      |
| 196                     | Mattia Sambinello (ITA)  | AB                      |
| 197                     | Artem Shmidt (USA)       | 77e                     |

| ColoQuick TCQ | ColoQuick TCQ                | ColoQuick TCQ |
| ------------- | ---------------------------- | ------------- |
| Num           | Coureur                      | Pos           |
| 201           | Joshua Gudnitz (DEN)         | 52e           |
| 202           | Simon Bak (DEN)              | 63e           |
| 203           | Frederik Muff (DEN)          | AB            |
| 204           | Aksel Bech Skot-Hansen (DEN) | 92e           |
| 205           | Pelle Køster (DEN)           | 124e          |
| 206           | Nikolaj Mengel (DEN)         | 121e          |
| 207           | Kevin Biehl (DEN)            | AB            |

| Saint Piran SPC | Saint Piran SPC       | Saint Piran SPC |
| --------------- | --------------------- | --------------- |
| Num             | Coureur               | Pos             |
| 211             | Harry Birchill (GBR)  | AB              |
| 212             | Dylan Hicks (GBR)     | 90e             |
| 213             | James McKay (GBR)     | 53e             |
| 214             | Tyler Hannay (GBR)    | 58e             |
| 215             | Rowan Baker (GBR)     | 51e             |
| 216             | Bradley Symonds (GBR) | AB              |

| Tarteletto-Isorex TIS | Tarteletto-Isorex TIS   | Tarteletto-Isorex TIS |
| --------------------- | ----------------------- | --------------------- |
| Num                   | Coureur                 | Pos                   |
| 221                   | Jacob Relaes (BEL)      | 94e                   |
| 222                   | Bo Godart (BEL)         | 134e                  |
| 223                   | Peder Dahl Strand (NOR) | 136e                  |
| 224                   | Mauro Verwilt (BEL)     | 57e                   |
| 225                   | Alex Vandenbulcke (BEL) | 116e                  |
| 226                   | Robbe Claeys (BEL)      | 103e                  |
| 227                   | Ewout De Keyser (BEL)   | 120e                  |

| Philippe Wagner-Bazin PWB | Philippe Wagner-Bazin PWB   | Philippe Wagner-Bazin PWB |
| ------------------------- | --------------------------- | ------------------------- |
| Num                       | Coureur                     | Pos                       |
| 241                       | Pierre Barbier (FRA)        | 4e                        |
| 242                       | Rudy Barbier (FRA)          | 104e                      |
| 243                       | Quentin Bezza (FRA)         | 91e                       |
| 244                       | Stefano Museeuw (BEL)       | AB                        |
| 245                       | Kasper Saver (BEL)          | 62e                       |
| 246                       | Jens Vandenbogaerde (BEL)   | AB                        |
| 247                       | Mathias Vanoverberghe (BEL) | 123e                      |

| Team dsm-firmenich PostNL DFP | Team dsm-firmenich PostNL DFP | Team dsm-firmenich PostNL DFP |
| ----------------------------- | ----------------------------- | ----------------------------- |
| Num                           | Coureur                       | Pos                           |
| 1                             | Pavel Bittner (CZE)           | 2e                            |
| 2                             | Patrick Eddy (AUS)            | AB                            |
| 3                             | Alexander Edmondson (AUS)     | 55e                           |
| 4                             | Enzo Leijnse (NED)            | 137e                          |
| 5                             | Emīls Liepiņš (LAT) (route)   | 95e                           |
| 6                             | Niklas Märkl (GER)            | 12e                           |
| 7                             | Tim Naberman (NED)            | 127e                          |

| Alpecin-Deceuninck ADC | Alpecin-Deceuninck ADC | Alpecin-Deceuninck ADC |
| ---------------------- | ---------------------- | ---------------------- |
| Num                    | Coureur                | Pos                    |
| 11                     | Lars Boven (NED)       | AB                     |
| 12                     | Timo Kielich (BEL)     | 20e                    |
| 13                     | Jensen Plowright (AUS) | 8e                     |
| 14                     | Henri Uhlig (GER)      | 36e                    |
| 15                     | Siebe Roesems (BEL)    | 76e                    |
| 16                     | Stan Van Tricht (BEL)  | 33e                    |

| Intermarché-Wanty IWA | Intermarché-Wanty IWA     | Intermarché-Wanty IWA |
| --------------------- | ------------------------- | --------------------- |
| Num                   | Coureur                   | Pos                   |
| 21                    | Huub Artz (NED)           | 100e                  |
| 22                    | Vito Braet (BEL)          | 44e                   |
| 23                    | Arne Marit (BEL)          | 6e                    |
| 24                    | Baptiste Planckaert (BEL) | 79e                   |
| 25                    | Tim Rex (BEL)             | 25e                   |
| 26                    | Gijs Van Hoecke (BEL)     | 73e                   |
| 27                    | Boy van Poppel (NED)      | 72e                   |

| Cofidis COF | Cofidis COF            | Cofidis COF |
| ----------- | ---------------------- | ----------- |
| Num         | Coureur                | Pos         |
| 31          | Milan Fretin (BEL)     | 30e         |
| 32          | Piet Allegaert (BEL)   | 46e         |
| 33          | Oliver Knight (GBR)    | 87e         |
| 34          | Nolann Mahoudo (FRA)   | 82e         |
| 35          | Christophe Noppe (BEL) | 50e         |
| 36          | Hugo Toumire (FRA)     | 89e         |

| Arkéa-B&B Hotels ARK | Arkéa-B&B Hotels ARK  | Arkéa-B&B Hotels ARK |
| -------------------- | --------------------- | -------------------- |
| Num                  | Coureur               | Pos                  |
| 41                   | Jenthe Biermans (BEL) | 3e                   |
| 42                   | Florian Dauphin (FRA) | 32e                  |
| 43                   | David Dekker (NED)    | 39e                  |

| Arkéa-B&B Hôtels Continentale ___ | Arkéa-B&B Hôtels Continentale ___ | Arkéa-B&B Hôtels Continentale ___ |
| --------------------------------- | --------------------------------- | --------------------------------- |
| Num                               | Coureur                           | Pos                               |
| 44                                | Pierre Thierry (FRA)              | 74e                               |

| Arkéa-B&B Hotels ARK | Arkéa-B&B Hotels ARK  | Arkéa-B&B Hotels ARK |
| -------------------- | --------------------- | -------------------- |
| Num                  | Coureur               | Pos                  |
| 45                   | Mathis Le Berre (FRA) | 47e                  |
| 46                   | Luca Mozzato (ITA)    | 7e                   |
| 47                   | Alan Riou (FRA)       | 80e                  |

| Uno-X Mobility UXM | Uno-X Mobility UXM         | Uno-X Mobility UXM |
| ------------------ | -------------------------- | ------------------ |
| Num                | Coureur                    | Pos                |
| 51                 | Carl-Frederik Bévort (DEN) | 125e               |
| 52                 | Erlend Blikra (NOR)        | 133e               |
| 53                 | William Blume Levy (DEN)   | 42e                |
| 54                 | Rasmus Bøgh Wallin (DEN)   | 61e                |
| 55                 | Tord Gudmestad (NOR)       | 17e                |
| 56                 | Marcus Sander Hansen (DEN) | 126e               |
| 57                 | Niklas Larsen (DEN)        | 135e               |

| Lotto Dstny LTD | Lotto Dstny LTD             | Lotto Dstny LTD |
| --------------- | --------------------------- | --------------- |
| Num             | Coureur                     | Pos             |
| 61              | Milan Menten (BEL)          | 5e              |
| 62              | Jarrad Drizners (AUS)       | 66e             |
| 63              | Thomas De Gendt (BEL)       | AB              |
| 64              | Jacopo Guarnieri (ITA)      | 28e             |
| 65              | Alec Segaert (BEL)          | 1er             |
| 66              | Lionel Taminiaux (BEL)      | 29e             |
| 67              | Lorenz Van de Wynkele (BEL) | 60e             |

| Tudor Pro Cycling Team TUD | Tudor Pro Cycling Team TUD     | Tudor Pro Cycling Team TUD |
| -------------------------- | ------------------------------ | -------------------------- |
| Num                        | Coureur                        | Pos                        |
| 71                         | Tom Bohli (SUI)                | 93e                        |
| 72                         | Sebastian Kolze Changizi (DEN) | 43e                        |
| 73                         | Aloïs Charrin (FRA)            | 122e                       |
| 74                         | Jacob Eriksson (SWE)           | 41e                        |
| 75                         | Simon Pellaud (SUI)            | 105e                       |
| 76                         | Aivaras Mikutis (LTU)          | 98e                        |
| 77                         | Arnaud Tendon (SUI)            | AB                         |

| TotalEnergies TEN | TotalEnergies TEN       | TotalEnergies TEN |
| ----------------- | ----------------------- | ----------------- |
| Num               | Coureur                 | Pos               |
| 81                | Lucas Boniface (FRA)    | 114e              |
| 82                | Thomas Gachignard (FRA) | AB                |
| 83                | Lorrenzo Manzin (FRA)   | 83e               |
| 84                | Émilien Jeannière (FRA) | AB                |
| 85                | Geoffrey Soupe (FRA)    | 113e              |
| 86                | Jason Tesson (FRA)      | 64e               |
| 87                | Baptiste Vadic (FRA)    | AB                |

| Bingoal WB BWB | Bingoal WB BWB          | Bingoal WB BWB |
| -------------- | ----------------------- | -------------- |
| Num            | Coureur                 | Pos            |
| 91             | Jens Reynders (BEL)     | 15e            |
| 92             | Luca De Meester (BEL)   | 56e            |
| 93             | Luca Van Boven (BEL)    | 38e            |
| 94             | Kenneth Van Rooy (BEL)  | AB             |
| 95             | Jelle Vermoote (BEL)    | 48e            |
| 96             | Nathan Vandepitte (FRA) | 11e            |
| 97             | Loïc Vliegen (BEL)      | 115e           |

| Team Flanders-Baloise TFB | Team Flanders-Baloise TFB | Team Flanders-Baloise TFB |
| ------------------------- | ------------------------- | ------------------------- |
| Num                       | Coureur                   | Pos                       |
| 101                       | Elias Maris (BEL)         | 18e                       |
| 102                       | Alex Colman (BEL)         | AB                        |
| 103                       | Lindsay De Vylder (BEL)   | 99e                       |
| 104                       | Jules Hesters (BEL)       | 75e                       |
| 105                       | Ward Vanhoof (BEL)        | 37e                       |
| 106                       | Noah Vandenbranden (BEL)  | NP                        |
| 107                       | Dylan Vandenstorme (BEL)  | 69e                       |

| Euskaltel-Euskadi EUS | Euskaltel-Euskadi EUS          | Euskaltel-Euskadi EUS |
| --------------------- | ------------------------------ | --------------------- |
| Num                   | Coureur                        | Pos                   |
| 111                   | Jon Aberasturi (ESP)           | AB                    |
| 112                   | Iker Bonillo (ESP)             | 128e                  |
| 113                   | Xavier Cañellas (ESP)          | 68e                   |
| 114                   | James Fouché (NZL)             | 9e                    |
| 115                   | Xabier Berasategi (ESP)        | 19e                   |
| 116                   | Andoni López de Abetxuko (ESP) | 67e                   |
| 117                   | Unai Zubeldia (ESP)            | 111e                  |

| Q36.5 Pro Cycling Team Q36 | Q36.5 Pro Cycling Team Q36      | Q36.5 Pro Cycling Team Q36 |
| -------------------------- | ------------------------------- | -------------------------- |
| Num                        | Coureur                         | Pos                        |
| 121                        | Fabio Christen (SUI)            | 27e                        |
| 122                        | Cyrus Monk (AUS)                | 71e                        |
| 123                        | Nickolas Zukowsky (CAN) (route) | 86e                        |
| 124                        | Kamil Małecki (POL)             | 40e                        |
| 125                        | Xabier Mikel Azparren (ESP)     | 118e                       |
| 126                        | Marcel Camprubí (ESP)           | 34e                        |
| 127                        | Rory Townsend (IRL)             | 84e                        |

| Equipo Kern Pharma EKP | Equipo Kern Pharma EKP            | Equipo Kern Pharma EKP |
| ---------------------- | --------------------------------- | ---------------------- |
| Num                    | Coureur                           | Pos                    |
| 131                    | Miguel Ángel Fernández Ruiz (ESP) | 131e                   |
| 132                    | Pau Miquel (ESP)                  | 10e                    |
| 133                    | Francisco Galván (ESP)            | 14e                    |
| 134                    | Álex Jaime (ESP)                  | 65e                    |
| 135                    | Diego Uriarte (ESP)               | AB                     |
| 136                    | Danny van der Tuuk (POL)          | 107e                   |
| 137                    | Iñigo Elosegui (ESP)              | 130e                   |

| Team Novo Nordisk TNN | Team Novo Nordisk TNN         | Team Novo Nordisk TNN |
| --------------------- | ----------------------------- | --------------------- |
| Num                   | Coureur                       | Pos                   |
| 141                   | Sam Brand (GBR)               | 106e                  |
| 142                   | Quinten De Graeve (BEL)       | 110e                  |
| 143                   | Declan Irvine (AUS)           | 88e                   |
| 144                   | Matyáš Kopecký (CZE)          | 23e                   |
| 145                   | Alessandro Perracchione (ITA) | AB                    |
| 146                   | Logan Phippen (USA)           | AB                    |
| 147                   | Filippo Ridolfo (ITA)         | 117e                  |

| Caja Rural-Seguros RGA CJR | Caja Rural-Seguros RGA CJR | Caja Rural-Seguros RGA CJR |
| -------------------------- | -------------------------- | -------------------------- |
| Num                        | Coureur                    | Pos                        |
| 151                        | Daniel Babor (CZE)         | 129e                       |
| 152                        | Tomáš Bárta (CZE)          | 102e                       |
| 153                        | Joseba López (ESP)         | 81e                        |
| 154                        | Eduard Prades (ESP)        | 85e                        |
| 155                        | Michal Schlegel (CZE)      | 70e                        |
| 156                        | Thomas Silva (URU)         | 13e                        |
| 157                        | Gorka Sorarrain (ESP)      | 22e                        |

| TDT-Unibet TDT | TDT-Unibet TDT           | TDT-Unibet TDT |
| -------------- | ------------------------ | -------------- |
| Num            | Coureur                  | Pos            |
| 161            | Adam Ťoupalík (CZE)      | 78e            |
| 162            | Axel Huens (FRA)         | 21e            |
| 163            | Hartthijs de Vries (NED) | 45e            |
| 164            | Davide Bomboi (BEL)      | 97e            |
| 165            | Owen Geleijn (NED)       | 96e            |
| 166            | Sebastian Nielsen (DEN)  | 26e            |
| 167            | Zeb Kyffin (GBR)         | 101e           |

| Team Visma \| Lease a Bike Development VLD | Team Visma \| Lease a Bike Development VLD | Team Visma \| Lease a Bike Development VLD |
| ------------------------------------------ | ------------------------------------------ | ------------------------------------------ |
| Num                                        | Coureur                                    | Pos                                        |
| 171                                        | Loe van Belle (NED)                        | 49e                                        |
| 172                                        | Dario Igor Belletta (ITA)                  | 16e                                        |
| 173                                        | Menno Huising (NED)                        | 35e                                        |
| 174                                        | Jesse Kramer (NED)                         | 31e                                        |
| 175                                        | Sjors Lugthart (NED)                       | 119e                                       |
| 176                                        | Colby Simmons (USA)                        | AB                                         |
| 177                                        | Morten Nørtoft (DEN)                       | AB                                         |

| Israel Premier Tech Academy ICA | Israel Premier Tech Academy ICA | Israel Premier Tech Academy ICA |
| ------------------------------- | ------------------------------- | ------------------------------- |
| Num                             | Coureur                         | Pos                             |
| 181                             | Pier-André Côté (CAN) (route)   | 108e                            |
| 182                             | Itamar Einhorn (ISR)            | 132e                            |
| 183                             | Karl Kurits (EST)               | AB                              |
| 184                             | Viggo Moore (USA)               | 54e                             |
| 185                             | Rotem Tene (ISR)                | AB                              |
| 186                             | Pau Martí (ESP)                 | 24e                             |
| 187                             | Kiaan Watts (NZL)               | 59e                             |

| Hagens Berman Jayco HBJ | Hagens Berman Jayco HBJ  | Hagens Berman Jayco HBJ |
| ----------------------- | ------------------------ | ----------------------- |
| Num                     | Coureur                  | Pos                     |
| 191                     | Kasper Andersen (DEN)    | AB                      |
| 192                     | Evan Boyle (USA)         | 109e                    |
| 193                     | Maxence Place (BEL)      | 112e                    |
| 194                     | Alastair Mackellar (AUS) | AB                      |
| 195                     | Adam Rafferty (IRL)      | AB                      |
| 196                     | Mattia Sambinello (ITA)  | AB                      |
| 197                     | Artem Shmidt (USA)       | 77e                     |

| ColoQuick TCQ | ColoQuick TCQ                | ColoQuick TCQ |
| ------------- | ---------------------------- | ------------- |
| Num           | Coureur                      | Pos           |
| 201           | Joshua Gudnitz (DEN)         | 52e           |
| 202           | Simon Bak (DEN)              | 63e           |
| 203           | Frederik Muff (DEN)          | AB            |
| 204           | Aksel Bech Skot-Hansen (DEN) | 92e           |
| 205           | Pelle Køster (DEN)           | 124e          |
| 206           | Nikolaj Mengel (DEN)         | 121e          |
| 207           | Kevin Biehl (DEN)            | AB            |

| Saint Piran SPC | Saint Piran SPC       | Saint Piran SPC |
| --------------- | --------------------- | --------------- |
| Num             | Coureur               | Pos             |
| 211             | Harry Birchill (GBR)  | AB              |
| 212             | Dylan Hicks (GBR)     | 90e             |
| 213             | James McKay (GBR)     | 53e             |
| 214             | Tyler Hannay (GBR)    | 58e             |
| 215             | Rowan Baker (GBR)     | 51e             |
| 216             | Bradley Symonds (GBR) | AB              |

| Tarteletto-Isorex TIS | Tarteletto-Isorex TIS   | Tarteletto-Isorex TIS |
| --------------------- | ----------------------- | --------------------- |
| Num                   | Coureur                 | Pos                   |
| 221                   | Jacob Relaes (BEL)      | 94e                   |
| 222                   | Bo Godart (BEL)         | 134e                  |
| 223                   | Peder Dahl Strand (NOR) | 136e                  |
| 224                   | Mauro Verwilt (BEL)     | 57e                   |
| 225                   | Alex Vandenbulcke (BEL) | 116e                  |
| 226                   | Robbe Claeys (BEL)      | 103e                  |
| 227                   | Ewout De Keyser (BEL)   | 120e                  |

| Philippe Wagner-Bazin PWB | Philippe Wagner-Bazin PWB   | Philippe Wagner-Bazin PWB |
| ------------------------- | --------------------------- | ------------------------- |
| Num                       | Coureur                     | Pos                       |
| 241                       | Pierre Barbier (FRA)        | 4e                        |
| 242                       | Rudy Barbier (FRA)          | 104e                      |
| 243                       | Quentin Bezza (FRA)         | 91e                       |
| 244                       | Stefano Museeuw (BEL)       | AB                        |
| 245                       | Kasper Saver (BEL)          | 62e                       |
| 246                       | Jens Vandenbogaerde (BEL)   | AB                        |
| 247                       | Mathias Vanoverberghe (BEL) | 123e                      |